# Quán Khí Đạo
Quán Khí Đạo o Qwan Ki Do es un arte marcial vietnamita que fue codificado en Francia en 1981. El Qwan Ki Do se practica internacionalmente, con escuelas en Asia y Europa. La práctica combina el uso de técnicas y armas cuerpo a cuerpo, con movimientos combinados en combinaciones formalizadas, denominadas Thao Quyen, y configuraciones de forma libre. Qwan Ki Do incluye posturas, puñetazos, patadas, lanzamientos, agarres y muchas otras técnicas. Los movimientos de armas incluyen el arte tradicional de la espada de Viet Lon Guom. Los practicantes pueden progresar a través de tres niveles, llamados So Dang, Trung Dang y Thuong Dang o Nhap Man, Trung Man y Dai Man, en los que se usan cinturones de diferentes colores. Además de mejorar los atributos físicos como la fuerza y la flexibilidad en los adultos, se ha demostrado que la práctica ayuda a promover una buena salud mental en los niños.

## Historia
El Qwan Ki Do o Quan Khi Đạo fue fundado por Pham Xuan Tong en Francia en 1981. El nombre se puede traducir como "El camino de la energía del cuerpo" o "El camino del puño y la energía". Hay dos tradiciones para explicar su formación. En una, se deriva de las artes marciales tradicionales vietnamitas Vovinam Việt Võ Đạo, y en particular de Vo Bihn Dinh, Vo Quang Binh y Vo Bach Ninh. En el otro, se deriva del chino Wo Mei, un estilo sureño de Shaolin Kungfu. En esta tradición, las principales técnicas se derivan de las formas animales de la grulla, la mantis religiosa y el tigre. A partir de ahí se desarrolló la práctica de Cuong Qwan Ki Do, que se independizó en 1995. 
El arte se ha extendido a muchos países de Europa y Asia. La primera asociación de Qwan Ki Do en Alemania, la Qwan Ki Do Cottbus, fue fundada en 1992 en Cottbus, por el atleta congoleño Jean Isidore Dziengué. En 2003, un rumano de Suceava, Dorin Cazac, abrió el primer Qwan-Ki-Do Club en Irlanda, en Nenagh. En 2009, Irina Adam, una ciudadana rumana, montó una escuela en Londres, Inglaterra, y una segunda escuela poco después, y en 2012, una tercera. Hay muchas escuelas en la India. Más de 1.000 competidores participaron en los campeonatos nacionales celebrados en Aurangabad, Maharastra, en 2020.

## Práctica
Qwan Ki Do es principalmente un método de combate cuerpo a cuerpo, que a menudo utiliza maniobras acrobáticas, pero también incluye el uso de armas. Practicar el arte es complejo, combinando ejercicios mentales y físicos. Las técnicas básicas incluyen: 
• Bo Phap (postura de combate). 
• Than Phap (movimientos). 
• Thu Phap (puñetazos y otras técnicas de mano). 
• Cuoc Phap (patadas y otras técnicas de pie). 
• Cung Phu (bloqueos). 
• Nhao Tan (caídas). 
• Vat (proyecciones). 
• Tao Dia Cuoc (barridos). 
• Cam Na (agarres). 
• Khoa Go (luxaciones). 
• Tu Ve (defensa personal). 
• Co Vo Dao (el uso de armas). 
La práctica incluye una serie codificada de movimientos realizados en solitario denominados Thao Quyen. Algunas secuencias se nombran, como Thap Thu, una combinación de diez pasos. Junto con las técnicas y ataques básicos (Song Quyen, Song Doi y Song Dau), estos forman los tres pilares del arte marcial. Las propias técnicas también pueden tener taxonomías complejas. Por ejemplo, el uso de manos y brazos se puede dividir en golpes directos y circulares, el primero incluye movimientos como Thoi Son, una forma de puñetazo hacia adelante, y el segundo incluye Thoi Son Ban Ha, en el que un brazo gira verticalmente mientras que el otro  el otro se mueve hacia abajo con la palma de la mano hacia un lado. Las armas utilizadas proceden tanto de China como de Vietnam e incluyen palos, armas de asta y cuchillas. El arte de la espada de Viet Lon Guom está incluido en la práctica. 

## Rangos
La progresión en el arte marcial es a través de tres niveles:
• So Dang o Nhap Man – grados iniciales.
• Trung Dang o Trung Man – grados intermedios.
• Thuong Dang o Dai Man – grados avanzados.
Una persona en el nivel de So Dang usa un cinturón blanco que simboliza la pureza y la ausencia de conocimiento. Una persona en Trung Dang puede usar un cinturón negro, mientras que alguien que logra Thuong Dang puede usar un cinturón rojo y blanco con un borde amarillo.
| Color                                     | Cinturón | Color secundario | Descripción                         |
| ----------------------------------------- | -------- | ---------------- | ----------------------------------- |
| Cinturón blanco con insignia amarilla     |          |                  | Debutante                           |
| Cinturón blanco con insignia roja         |          |                  | Practicante                         |
| Cinturón violeta con insignia blanca      |          |                  | Aprendiz                            |
| Cinturón blanco con insignia azul         |          |                  | Practicante avanzado                |
| Cinturón azul                             |          |                  | Asistente                           |
| Cinturón negro                            |          |                  | Maestro                             |
| Cinturón negro con borde rojo             |          |                  | Maestro (del primero al cuarto Dan) |
| Cinturón negro con borde amarillo         |          |                  | Maestro (quinto Dan)                |
| Cinturón rojo y blanco con borde amarillo |          |                  | Maestro (del sexto al octavo Dan)   |
| Cinturón rojo y blanco con borde amarillo |          |                  | Gran Maestro (noveno Dan)           |

## Beneficios
Además de los beneficios de defensa personal de las artes marciales, un estudio publicado en el Diario de Educación Física y Rehabilitación de Timișoara, Rumanía, mostró que la práctica mejoró la capacidad motora de las extremidades inferiores. También se ha demostrado que mejora la capacidad aeróbica, el equilibrio, la fuerza, el peso corporal y la flexibilidad de los practicantes, tanto atletas de élite como aficionados mayores. También se ha reportado un efecto positivo en la salud mental de los niños, basado en el énfasis en un código moral, respeto, autoconfianza, autocontrol, autodeterminación, interacción social y trabajo en equipo.

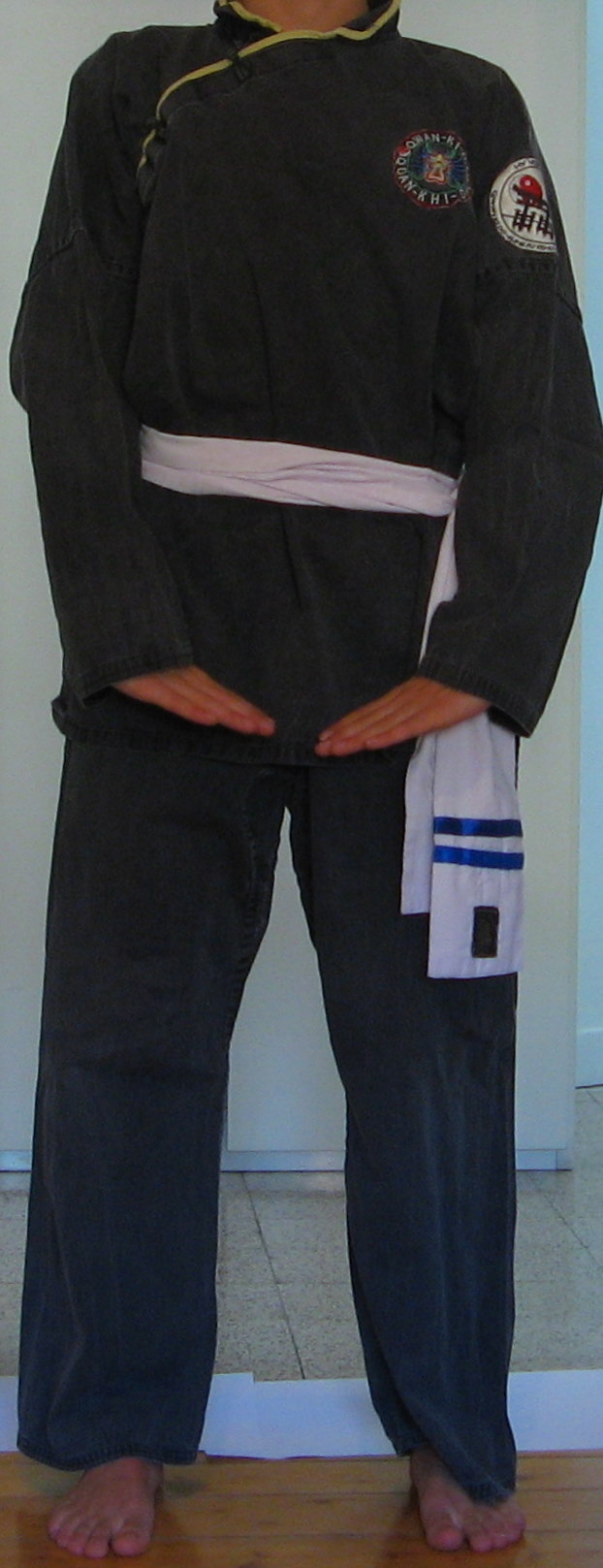
Uniforme de Qwan Ki Do.